# Hans-Jürgen Krupp
Hans-Jürgen Krupp (* 15. April 1933 in Elbing, Ostpreußen; † 29. Juli 2024) war ein deutscher Ökonom und Politiker der SPD.

## Leben
Im Jahr 1952 begann er mit dem Studium zum Wirtschaftsingenieur an der TU Darmstadt, wo er nach einem zwischenzeitlichen Auslandsaufenthalt an der University of Wisconsin 1957 sein Examen als Diplom-Wirtschaftsingenieur ablegte. 1961 schloss er dort seine Dissertation Der Systemcharakter der Wirtschaft und die Notwendigkeit des Methodenpluralismus ab, im Jahr 1967 habilitierte er sich mit einer Arbeit über die Theorie der personellen Einkommensverteilung und erlangte die Venia legendi für Volkswirtschaftslehre und Ökonometrie.
Im Jahr 1969 wurde er als Professor für Wirtschafts- und Sozialpolitik an die Johann Wolfgang Goethe-Universität Frankfurt berufen. Ab 1972 leitete er dort das DFG-geförderte Forschungsprojekt „Sozialpolitisches Entscheidungs- und Indikatorensystem für die Bundesrepublik Deutschland“ (SPES), aus dem 1979 der Sonderforschungsbereich 3 „Mikroanalytische Grundlagen der Gesellschaftspolitik“ an den Universitäten Frankfurt und Mannheim und 1983 schließlich das heute beim DIW Berlin angesiedelte Sozio-oekonomische Panel hervorging. Mit Hilfe des SOEP bekam die empirische Armutsforschung und Arbeitsökonomik einen deutlichen Auftrieb in und außerhalb Deutschlands.
1973 war er Vizepräsident, ab 1975 (bis 1979) zweiter Präsident der Universität Frankfurt.
1979 wurde Hans-Jürgen Krupp als Nachfolger von Karl König zum Präsidenten des Deutschen Instituts für Wirtschaftsforschung (DIW) in Berlin ernannt. Dieses Amt hatte er bis 1988 inne.
Unter Hans-Jürgen Krupp führte das DIW die erste Strukturberichterstattung im Auftrag der Bundesregierung durch und etablierte den Strukturwandel im Zuge der Globalisierung und die Erforschung des Dienstleistungsbereichs als neue Forschungsschwerpunkte des Instituts.
Von 1982 bis 1984 war er Mitglied des Sachverständigenrates zur Begutachtung der gesamtwirtschaftlichen Entwicklung. 1987 wurde er an den Lehrstuhl für Volkswirtschaftslehre, insbesondere Empirische Wirtschaftsforschung an der Technischen Universität Berlin berufen, den er bis 1993 innehatte. Er war Mitglied der Akademie der Wissenschaften zu Berlin.

## Politik
Im Jahr 1988 wechselte Hans-Jürgen Krupp in die Politik und ging nach Hamburg. Unter Henning Voscherau wurde er Senator der Finanzen der Freien und Hansestadt Hamburg, ab Juni 1991 war er Wirtschaftssenator und 2. Bürgermeister von Hamburg.
Von 1993 bis 2001, dem Beginn seines Ruhestands, war Hans-Jürgen Krupp Präsident der Landeszentralbank Hamburg, Schleswig-Holstein und Mecklenburg-Vorpommern und Mitglied des Zentralbankrates der Deutschen Bundesbank.

## Familie
Michael Krupp ist sein jüngerer Bruder; Krupps Sohn Christoph ist Sprecher des Vorstandes der Bundesanstalt für Immobilienaufgaben (BImA) und zuvor Chef der Senatskanzlei Hamburg.

## Sonstiges
- Seit 1998 war Hans-Jürgen Krupp Vorsitzender der Sozialkammer der Evangelischen Kirche in Deutschland (EKD)
- Von 1999 bis 2001 war er Vorsitzender der von Bundesministerin Edelgard Bulmahn eingesetzten Kommission zur Verbesserung der informationellen Infrastruktur zwischen Wissenschaft und Statistik
- Zum 15. März 2000 löste er Hans-Joachim Knieps als Neutrales Mitglied im Aufsichtsrat der Salzgitter AG ab
- Im Dezember 2003 war Hans-Jürgen Krupp Mitbegründer der Keynes-Gesellschaft